# اسماعیل بوزید
اسماعیل بوزید (عربی: إسماعيل بوزيد؛ زادهٔ ۲۱ ژوئیهٔ ۱۹۸۳) بازیکن فوتبال اهل الجزایر است.
از باشگاه‌هایی که در آن بازی کرده‌است می‌توان به باشگاه فوتبال متس، باشگاه فوتبال گالاتاسرای، باشگاه فوتبال تروا، باشگاه فوتبال یونیون برلین، باشگاه فوتبال هارت آف میدلوتیان، باشگاه فوتبال مولودیه الجزایر، باشگاه فوتبال آنکاراگوچو، باشگاه فوتبال اتحاد الجزایر، باشگاه فوتبال کایزرسلاوترن، باشگاه ورزشی بنی یاس و باشگاه فوتبال کیلمارنوک اشاره کرد.
وی همچنین در تیم‌های ملی فوتبال الجزایر بازی کرده‌است.